# تو بیو
تو بیو یک ترانه محلی ایرانی از منطقه بختیاری است. گروه‌های آوازی و خوانندگان بسیاری این ترانه را در سبک‌های گوناگونی بازخوانی کرده‌اند.

### متن ترانه
تو بیو تی ما بنشین وای بلال طبیب دردُم
تو بیو تی ما بنشین وای بلال طبیب دردُم
لای لایی گل نای نایی گل وای دو هر نومدی مو مردم
لای لایی گل نای نایی گل وای دو هر نومدی مو مردم
در غمِ ندیدنت ، وای بلال علیل و زردُم
در غمِ ندیدنت ، وای بلال علیل و زردُم
لای لایی گل نای نایی گل وای دو هر نومدی مو مردم
لای لایی گل نای نایی گل وای دو هر نومدی مو مردم
تو بیو تی ما بنشین وای بلال طبیب دردُم
تو بیو تی ما بنشین وای بلال طبیب دردُم
لای لایی گل نای نایی گل وای دو هر نومدی مو مردم
لای لایی گل نای نایی گل وای دو هر نومدی مو مردم

## خوانندگانی که ترانه را بازخوانی کرده‌اند
روبیک گریگوریان این ترانه را برای کُر چهارصدایی تنظیم کرد که در سال ۱۹۴۸ به صورت کتاب در تهران چاپ شد و از همان زمان گروه کُر هنرستان عالی موسیقی آنرا اجرا کرد. کر ملی ایران در ۱۹۷۵ همان تنظیم را به رهبری آلفرد ماردویان بارها اجرا کرد که ضبطی نیز از آن موجود است.
منیر وکیلی (خواننده اپرا) این ترانه را به صورت تکخوان در سبک اپرا خوانده است که در سال ۱۹۵۹ به صورت صفحه گرامافون در فرانسه منتشر شد. نسخهٔ وکیلی در سال ۲۰۰۳ در آلبوم بازگشت بازسازی شد.
محمد نوری در آلبوم خود آوازهای سرزمین خورشید یک نسخه از این ترانه را خوانده است. تعدادی دیگر از خوانندگان پارسی‌زبان هم با تلفیق این ترانه با سبک‌های غربی از جمله اپرا، به بازخوانی این ترانه پرداخته‌اند. پری زنگنه، از جمله خوانندگانی است که این ترانه را در سبک اپرا خوانده است. این ترانه همچنین با تنظیم واروژان در دهه پنجاه و سپس با تنظیم فریبرز لاچینی در دهه هشتاد در آلبوم گل‌افشان او منتشر شده است.
دریا دادور، دیگر خوانندهٔ پارسی‌زبان سبک اپرا، از بند «لای لایی گل، نای نایی گل، وای دو هر نومدی مو مردم» در آهنگ «یه گل سایه چمن و لیلی باوانم» استفاده کرده است. نسخهٔ دادور، در سال ۲۰۰۴ در کنسرتی در برلین ضبط و منتشر شد. ملیحه سعیدی هم دیگر خواننده‌ایست که این ترانه را اجرا کرده است. علاوه بر آن، این ترانه در کنسرت ارکستر فیلارمونیک ایران به رهبری علیرضا شفقی‌نژاد و با تنظیم گریکوریان هم اجرا شد که این کنسرت، در روزهای ۲۴، ۲۵ و ۲۶ تیر ماه ۱۳۸۹ در سالن رودکی اجرا شد. گروه هونیاک نیز از دیگر خوانندگان این آهنگ هستند. کوروش یغمایی خواننده راک ایرانی نیز در آلبوم آرایش خورشید این اثر را بازخوانی کرده است.